# (39715) 1996 VT
(39715) 1996 VT est un astéroïde de la ceinture principale d'astéroïdes découvert en 1996.

## Description
(39715) 1996 VT a été découvert le 2 novembre 1996 à l'observatoire Palomar, situé au nord de San Diego en Californie, par Paul G. Comba.

### Caractéristiques orbitales
L'orbite de cet astéroïde est caractérisée par un demi-grand axe de 2,23 ua, un périhélie de 1,89 ua, une excentricité de 0,16 et une inclinaison de 2,41° par rapport à l'écliptique. Du fait de ces caractéristiques, à savoir un demi-grand axe compris entre 2 et 3,2 ua et un périhélie supérieur à 1,666 ua, il est classé, selon la JPL Small-Body Database, comme objet de la ceinture principale d'astéroïdes.

### Caractéristiques physiques
(39715) 1996 VT a une magnitude absolue (H) de 15,7 et un albédo estimé à 0,179.